# Hessischer Fußball-Verband
Der Hessische Fußball-Verband (HFV) wurde 1946 gegründet und ist die Dachorganisation aller 2.088 Fußballvereine in Hessen mit 586.302 Mitgliedern und 10.800 Mannschaften. Der HFV ist einer der 21 Landesverbände des DFB und Mitglied des Süddeutschen Fußball-Verbands. Sitz des HFV ist Frankfurt am Main. Silke Sinning ist seit 28. September 2024 Präsidentin des Verbandes.

## Geschichte
Bereits ab Oktober 1945 wurde in Hessen wieder Ligafußball gespielt. Unterhalb der vom Süddeutschen Fußballverband gegründeten neuen höchsten Spielklasse, der Fußball-Oberliga Süd, bildete sich in Hessen die Landesliga. Organisatorisch war der Fachausschuss Fußball des im November 1945 gegründeten Sportverbandes Großhessen zuständig, am 30. März 1946 wurde der Landessportverband Hessen, Fachausschuss Fußball gegründet, der 1948 schließlich in Hessischer Fußball-Verband umbenannt wurde.
In der Landesliga Hessen als höchster Verbandsspielklasse wurde in der in den ersten zwei Spieljahren in mehreren Staffeln und ab 1947 in einer eingleisigen Liga der hessische Fußballmeister ermittelt. Sie war bis 1950 die zweithöchste, mit der Einführung einer 2. Oberliga in der Saison 1950/51 die dritte Spielstufe im deutschen Ligafußball. Die Bezirksligen sowie die Kreisklassen A und B bildeten den Unterbau. 1951 wurden die oberste hessische Spielklasse in „1. Amateurliga Hessen“ und die Bezirksligen in „2. Amateurliga Hessen“ umbenannt, diese Bezeichnungen überdauerten auch die Einführung der Bundesliga 1963. 1965 wurde die oberste hessische Spielklasse in „Hessenliga“ umbenannt, die zweite Stufe, von sechs auf drei Staffeln gestrafft, hieß nun „Gruppenliga“.
Diese Einteilung der obersten zwei Spielklassen in Hessen – eine eingleisige höchste sowie eine in drei Staffeln (Nord, Mitte und Süd) unterteilte zweithöchste Liga blieb bis heute bestehen, die zahlreichen weiteren Ligenreformen betrafen innerhalb Hessens im Wesentlichen die Spielklassen auf Bezirksebene. Die historische Entwicklung der Ligeneinteilung seit 1945 ist in folgender Tabelle dargestellt, wobei die Ligen des Süddeutschen Fußball-Verbandes bzw. des Deutschen Fußball-Bundes der Vollständigkeit halber mit angegeben und grün unterlegt sind. Die jeweils untersten Spielklassen (Kreisligen C und D) bestanden nicht unbedingt im gesamten genannten Zeitraum bzw. nicht in jedem Fußballkreis.
| Stufe | 1945 bis 1950     | 1950/51           | 1951 bis 1963         | 1963 bis 1965         | 1965 bis 1974    | 1974 bis 1978     | 1978 bis 1990     | 1990 bis 1994   | 1994 bis 2008    | seit 2008            |
| ----- | ----------------- | ----------------- | --------------------- | --------------------- | ---------------- | ----------------- | ----------------- | --------------- | ---------------- | -------------------- |
| 1     | Oberliga Süd      | Oberliga Süd      | Oberliga Süd          | Bundesliga            | Bundesliga       | Bundesliga        | Bundesliga        | Bundesliga      | Bundesliga       | Bundesliga           |
| 2     | Landesliga Hessen | 2. Liga Süd       | 2. Liga Süd           | Regionalliga Süd      | Regionalliga Süd | 2. Bundesliga Süd | 2. Bundesliga Süd | 2. Bundesliga   | 2. Bundesliga    | 2. Bundesliga        |
| 3     | Bezirksklasse     | Landesliga Hessen | 1. Amateurliga Hessen | 1. Amateurliga Hessen | Hessenliga       | Hessenliga        | Oberliga Hessen   | Oberliga Hessen | Regionalliga Süd | 3. Liga              |
| 4     | A-Klasse          | Bezirksklasse     | 2. Amateurliga        | 2. Amateurliga        | Gruppenliga      | Gruppenliga       | Landesliga        | Landesliga      | Oberliga Hessen  | Regionalliga Südwest |
| 5     | B-Klasse          | A-Klasse          | A-Klasse              | A-Klasse              | Bezirksklasse    | Bezirksliga       | Bezirksliga       | Bezirksoberliga | Landesliga       | Hessenliga           |
| 6     | C-Klasse          | B-Klasse          | B-Klasse              | B-Klasse              | A-Klasse         | Kreisliga A       | Kreisliga A       | Bezirksliga     | Bezirksoberliga  | Verbandsliga         |
| 7     | –                 | C-Klasse          | C-Klasse              | C-Klasse              | B-Klasse         | Kreisliga B       | Kreisliga B       | Kreisliga A     | Bezirksliga      | Gruppenliga          |
| 8     | –                 | –                 | –                     | –                     | C-Klasse         | Kreisliga C       | Kreisliga C       | Kreisliga B     | Kreisliga A      | Kreisoberliga        |
| 9     | –                 | –                 | –                     | –                     | –                | –                 | –                 | Kreisliga C     | Kreisliga B      | Kreisliga A          |
| 10    | –                 | –                 | –                     | –                     | –                | –                 | –                 | –               | Kreisliga C      | Kreisliga B          |
| 11    | –                 | –                 | –                     | –                     | –                | –                 | –                 | –               | Kreisliga D      | Kreisliga C          |
| 12    | –                 | –                 | –                     | –                     | –                | –                 | –                 | –               | –                | Kreisliga D          |

1. ↑  Die Ligen ab Bezirksklasse abwärts wurden erst im Jahr 1946 eingeführt.
2. ↑  1945/46 vier Staffeln (Kurhessenliga, Mainliga, LL Großhessen-Ost, LL Großhessen-West)
1946/47 fünf Staffeln (Kassel, Fulda, Gießen/Marburg, Frankfurt-Ost, Frankfurt-West)
Ab 1947 eingleisig
3. ↑  ab 1981: eingleisige 2. Bundesliga
4. 1 2  Die 2. Amateurliga war unterteilt in 6 Staffeln, entsprechend der Bezirke des HFV
5. 1 2 3 4 5 6  Die zweite Spielebene des HFV (1965–1978 Gruppenliga, 1978–2008 Landesliga, seit 2008 Verbandsliga) war bzw. ist unterteilt in die 3 Staffeln Nord, Mitte und Süd.
6. ↑  Bis 2012 Regionalliga Süd
7. 1 2  Die Bezirksoberligen (1994–2008) bzw. Gruppenligen (seit 2008) waren zunächst in 9, später in 8 Staffeln eingeteilt, wobei die Bezirke Kassel (Staffel 1 und 2), Frankfurt (Staffel West und Ost) je zwei, die Bezirke Fulda, Darmstadt und Wiesbaden je eine Staffel stellen. Die Bezirksoberliga Gießen/Marburg war zunächst in zwei Staffeln (Nord und Süd) aufgeteilt, die später zusammengefasst wurden.

## Gebietsunterteilung
Das Verbandsgebiet setzt sich zusammen aus sechs Regionen und insgesamt 32 Kreisen:
- Region Kassel (5 Kreise)
  - Kreis Kassel
  - Kreis Werra-Meißner
  - Kreis Schwalm-Eder
  - Kreis Waldeck
  - Kreis Hofgeismar-Wolfhagen
- Region Gießen/Marburg (7 Kreise)
  - Kreis Marburg
  - Kreis Alsfeld
  - Kreis Gießen
  - Kreis Wetzlar
  - Kreis Dillenburg
  - Kreis Biedenkopf
  - Kreis Frankenberg
- Region Fulda (4 Kreise)
  - Kreis Fulda
  - Kreis Schlüchtern
  - Kreis Lauterbach-Hünfeld
  - Kreis Hersfeld-Rotenburg
- Region Frankfurt (7 Kreise)
  - Kreis Frankfurt
  - Kreis Friedberg
  - Kreis Büdingen
  - Kreis Gelnhausen
  - Kreis Hanau
  - Kreis Offenbach
  - Kreis Hochtaunus
- Region Darmstadt (5 Kreise)
  - Kreis Darmstadt
  - Kreis Dieburg
  - Kreis Odenwald
  - Kreis Bergstraße
  - Kreis Groß-Gerau
- Region Wiesbaden (4 Kreise)
  - Kreis Wiesbaden
  - Kreis Rheingau-Taunus
  - Kreis Limburg-Weilburg
  - Kreis Maintaunus

Außer den hessischen Vereinen gehören auch einige unterfränkische Vereine aus dem Verbandsgebiet des Bayerischen Fußball-Verbandes dem Hessischen Fußball-Verband an, darunter der FC Bayern Alzenau (Regionalligist). Viktoria Aschaffenburg wechselte zur Saison 2012/13 in die Regionalliga des Bayerischen Fußball-Verbandes. Demgegenüber gehören die Vereine aus dem südhessischen Viernheim sowie aus dem hessischen Neckartal (Neckarsteinach, Hirschhorn) dem Badischen Fußballverband an und nehmen auch am dortigen Spielbetrieb teil. Von diesen Vereinen hat aber lediglich Amicitia Viernheim einen überregionalen Bekanntheitsgrad erlangt.

## Wettbewerbe

### Herren
Die höchste Spielklasse des HFV ist die Hessenliga, der Meister steigt direkt auf in die Regionalliga Südwest. Darunter gibt es die drei Verbandsligen Nord, Mitte und Süd. Es folgen acht Gruppenligen, wobei die Regionen Kassel und Frankfurt zwei Staffeln (Kassel 1 und Kassel 2 bzw. Frankfurt-West und Frankfurt-Ost) bilden, die übrigen Regionen jeweils eine. Darunter sind die Kreisoberligen angesiedelt, unter denen sich wiederum die Kreisligen A bis D (9. bis 12. Liga) befinden.
Der HFV veranstaltet jährlich den Hessenpokal für hessische Fußballvereine der 3. Liga und Amateurmannschaften der darunter befindlichen Spielklassen. Der jeweilige Gewinner ist für die erste Hauptrunde des DFB-Pokals der nachfolgenden Saison qualifiziert.

### Junioren
Für die A-, B- und C-Junioren existiert jeweils eine eigene Hessenliga. Deren jeweiliger Meister steigt, bei A- und B-Junioren in die Ligen der Bundesliga Süd/Südwest, bei den C-Junioren in die Regionalliga Süd auf. Die letzten drei Vereine jeder Liga steigen in eine der zwei darunter befindlichen Verbandsligen (unterteilt nach geographischer Lage in Nord und Süd) derselben Alterskategorie ab. Unter den Verbandsligen spielen die Mannschaften in sechs Gruppenligen (Region Kassel, Fulda, Giessen/Marburg, Frankfurt, Wiesbaden, Darmstadt), darunter folgen die Kreisligen und Kreisklassen.
Bei den A- und B-Junioren wird jeweils ein Hessenpokalsieger ausgespielt. Teilnehmer sind neben den hessischen Bundesligisten (ab Achtelfinale), alle Hessen- und Verbandsligisten, sowie die jeweiligen Kreispokalsieger aller 32 Kreise. Am Kreispokal nehmen die jeweiligen Vereine aus den Gruppenligen und niedriger teil.

### Frauen
Die höchste Spielklasse des HFV ist die Hessenliga mit 13 Mannschaften, dessen Meister in die Regionalliga Süd aufsteigt. Darunter gibt es die zwei Verbandsligen Nord und Süd. Es folgen sechs Gruppenligen, die den Regionen des HFV entsprechen.
Der HFV veranstaltet jährlich den Hessenpokal für Frauenmannschaften. Der jeweilige Gewinner ist für die erste Hauptrunde des DFB-Pokals der Frauen der nachfolgenden Saison qualifiziert.

### Juniorinnen
Die höchste Klasse bei den B-Juniorinnen ist die Hessenliga, die aus 12 Mannschaften besteht. Die Meister der Oberliga Baden-Württemberg, der Hessenliga und der Bayernliga spielen in einer Aufstiegsrunde die beiden Aufsteiger für B-Juniorinnen Bundesliga aus dem Süden aus.  Für die C-Juniorinnen existiert ebenfalls eine Hessenliga mit maximal 12 Mannschaften.
Für B-,C-,D-Juniorinnen wird jährlich ein Hessenpokalsieger ausgespielt, wobei bei den jüngeren Jahrgängen der Sieger in Turnierform ermittelt wird.

## Vereine des HFV in höheren Ligen | Saison 2025/26

### Männer

#### Fußball
| Stufe | Bezeichnung          | Anzahl | Vereine |
| ----- | -------------------- | ------ | --- |
| 1.    | 1. Bundesliga        | 1      | Eintracht Frankfurt |
| 2.    | 2. Bundesliga        | 1      | SV Darmstadt 98 |
| 3.    | 3. Liga              | 1      | SV Wehen Wiesbaden |
| 4.    | Regionalliga Südwest | 6      | Kickers Offenbach, TSV Steinbach Haiger, FSV Frankfurt, KSV Hessen Kassel, SG Barockstadt Fulda-Lehnerz, FC Bayern Alzenau |

#### Futsal
| Stufe | Bezeichnung             | Anzahl | Vereine         |
| ----- | ----------------------- | ------ | --------------- |
| 1.    | Futsal-Bundesliga       | 1      | SV Pars         |
| 2.    | Futsal-Regionalliga Süd | 1      | SV Darmstadt 98 |

### Frauen
| Stufe | Bezeichnung             | Anzahl | Vereine                                                                                   |
| ----- | ----------------------- | ------ | ----------------------------------------------------------------------------------------- |
| 1.    | 1. Frauen-Bundesliga    | 1      | Eintracht Frankfurt                                                                       |
| 2.    | 2. Frauen-Bundesliga    | 1      | Eintracht Frankfurt II                                                                    |
| 3.    | Frauen-Regionalliga Süd | 4      | Eintracht Frankfurt III, TSV Jahn Calden, FSV Hessen Wetzlar, Kickers Offenbach, SG Haitz |